# Lucifugum
Lucifugum — украинская блэк-метал-группа.

## История
Lucifugum, образованный в 1995 году, является одной из основных групп, сформировавших пост-советскую блэк-метал сцену.  Группа была создана в Житомире музыкантами Bal-a-Myth (гитара, бас) и Faunus (вокал) и менеджером группы Игорем Наумчуком (Khlyst), который, не будучи музыкантом, тем не менее, также сочинял музыку и лирику. Игорь организовывал концерты группы в Житомире, Харькове и Киеве, а также запись альбомов и их последующее издание. 
В 2002 году в группе произошли значительные изменения: Faunus оставил группу, а Bal-a-Myth умер. Альбомы «…назад к порубанным Корням» и «Социопат: философия цинизма» были записаны приглашёнными (сессионными) музыкантами, которые не стали частью группы. 
В 2004 году Khlyst переехал в Николаев, чтобы продолжить деятельность Lucifugum и Пропаганды вместе с местным блэк-метал музыкантом Еленой (aka Stabaath) (ex-Namtar, ex-Hesperus). Это кардинально изменило творчество группы: музыка стала более сложной по структуре и исполнению, а также гораздо более чистой по стилю. «Вектор33» — первый альбом с участием Stabaath, где она записала вокал, гитару, бас и клавишные. 
С 2008 года группа отказалась от услуг сессионных барабанщиков и использует драм-машину. 
28 июля 2014 года вышел новый альбом «Sublimessiah», в котором Khlyst впервые исполнил вокал, т.к. из-за критических проблем с горлом Stabaath не смогла закончить запись вокала. Таким образом, вокал Елены можно услышать лишь в трех песнях данного альбома (1,3,5). 
Супруги Игорь и Елена Наумчук также являются владельцами Black Metal лейбла Пропаганда. Лейблом Пропаганда были изданы такие украинские Black Metal-группы, как Gromm, Lutomysl, Kosa.

## Состав

### Текущий состав
- Khlyst (Игорь Наумчук) — вокал (2014-), тексты (1995-), драм-машина (2008-)
- Stabaath (Елена Наумчук) — гитара, бас (2004-), вокал (2004-2014), клавишные (2005)

Вся лирика — Khlyst. Музыка — Stabaath и Khlyst.

## Дискография
- The Kingdom Sorrow… Behind the Northern Wind (демо) (1995)
- Gates of Nocticula (демо) (1996)
- Path of Wolf (демо) (1996)
- Сквозь равнодушное небо (демо) (1997)
- Нахристихрящях (1999)
- На крючья да в клочья! (2000)
- …А колесо всё скрипит… (2001)
- Клеймо эгоизма (2002)
- …Назад к порубанным корням (2003)
- AntiDOGmatic [EP] (2003)
- Социопат: философия цинизма (2003)
- Vector33 (2005)
- Высшее Искусство Геноцида (2005)
- Involtation (2006)
- Sectane Satani (2007)
- Acme Adeptum (2008)
- Xa Heresy (2010)
- Od Omut Serpenti (2012)
- Sublimessiah (2014)
- Agonia Agnosti (2016)
- Infernalistica (2018)
- Tri nity limb ritual (2020)
- Anaphora lithu actinism (2021)